# Metaholin
Metaholin (Provoholin) je sintetički holinski estar koji deluje kao neselektivni agonist muskarinskog receptora u parasimpatičkom nervnom sistemu.

## Upotreba
Metaholin se primarno koristi za dijagnoziranje bronhijalne hipereaktivnosti, koja je indikator astme, a isto tako se javlja i kod hроnične obstruktivne bolesti pluća.

## Literatura
- Herbert Renz-Polster; Jörg Braun (2000). Basislehrbuch Innere Medizin. Kompakt, greifbar, verständlich. Urban & Fischer Verlag. ISBN 978-3-437-41051-2.

## Spoljašnje veze
- Provoholin

|  | Molimo Vas, obratite pažnju na važno upozorenje u vezi sa temama iz oblasti medicine (zdravlja). |